# Afdreiging
Afdreiging of chantage is een vorm van afpersing waarbij geen gebruik wordt gemaakt van geweld, noch wordt gedreigd met geweld. In veel gevallen wordt er gedreigd met smaad, bijvoorbeeld door te dreigen met het zullen onthullen van een geheim. Afdreiging is een zogenaamd klachtdelict, het is pas strafbaar wanneer er aangifte wordt gedaan.
| Nederlandse Wet (19 juni 2017) | Nederlandse Wet (19 juni 2017) | Nederlandse Wet (19 juni 2017) |
| ------------------------------ | ------------------------------ | --- |
| Wet(boek): Strafrecht          | Artikel: 318                   | Omschrijving: Hij die, met het oogmerk om zich of een ander wederrechtelijk te bevoordelen, door bedreiging met smaad, smaadschrift of openbaring van een geheim iemand dwingt hetzij tot de afgifte van enig goed dat geheel of ten dele aan deze of aan een derde toebehoort, hetzij tot het aangaan van een schuld of het teniet doen van een inschuld, hetzij tot het ter beschikking stellen van gegevens, wordt als schuldig aan afdreiging, gestraft met gevangenisstraf van ten hoogste vier jaren of geldboete van de vijfde categorie. |